# Taj Jones
Pour les articles homonymes, voir Jones.
Taj Jones, né le 26 juillet 2000 à Nanango (Queensland), est un coureur cycliste australien. Il est membre de l'équipe Israel-Premier Tech.

## Biographie
Venu du triathlon, il commence le cyclisme en 2018 sur le calendrier national australien. Il rejoint ensuite l'équipe continentale australienne Pro Racing Sunshine Coast en 2019,. Bon sprinteur, il remporte une étape du Tour of America's Dairyland aux États-Unis et obtient plusieurs places d'honneur.
Il se révèle en début d'année 2020 lors du Tour de Langkawi, en Malaisie. Au milieu de plusieurs professionnels européens, il s'impose au sprint sur la deuxième étape, et termine deuxième du classement par points.

## Palmarès
- 2019
  - 5e étape du Tour of America's Dairyland
- 2020
  - 2e étape du Tour de Langkawi
- 2023
  - 3e du championnat d’Australie du critérium

## Classements mondiaux
| Année                                 | 2020 | 2021  | 2022  | 2023  |
| ------------------------------------- | ---- | ----- | ----- | ----- |
| Classement mondial                    | 953e | 2706e | 1970e | 1679e |
| UCI Oceania Tour                      | 54e  | 89e   | 89e   | 81e   |
|                                       |      |       |       |       |
| Légende : nc = non classéSource : UCI |      |       |       |       |